# Muangchai Kittikasem
Muangchai Kittikasem (in thailandese เมืองชัย กิตติเกษม; Chainat, 11 novembre 1968) è un ex pugile thailandese, campione mondiale dei minimosca IBF (1989-1990) e mosca WBC (1991-1992).

## Biografia
Come molti altri suoi connazionali inizia con la Muay Thai, ma non vince alcun titolo. Esordisce da professionista nel pugilato battendo Udin Baharudin ai punti al Lumpinee Stadium di Bangkok il 10 giugno 1988.
Il 2 maggio 1989, al suo settimo incontro, sconfigge Tacy Macalos ai punti con verdetto non unanime e diventa campione mondiale IBF dei minimosca, cintura che conferma nella rivincita pochi mesi più tardi. Dopo le difese vittoriose con Jeung Jae Lee e Abdi Pohan va negli USA, dove perde la cintura in favore di Michael Carbajal; l'americano lo mette ko al 7º round al Veteran's Memorial Coliseum di Phoenix nel 1990.
Sale di peso e nel febbraio 1991 batte per ko al sesto round Sot Chitalada e conquista il titolo mondiale dei pesi mosca WBC. Lo difende poi con Jung Koo Chang in un incontro emozionante svoltosi all'Olympic Gymnastics Hall di Seul: Kittikasem va al tappeto tre volte, ma riesce a sconfiggere per ko il proprio rivale poco prima dello scadere dell'ultimo round. Dopo la difesa vittoriosa con Alberto Jimenez concede la rivincita a Chitalada, che manda al tappeto alla nona ripresa.
Perde la cintura con l'allora emergente e imbattuto Yuri Arbachakov che lo batte per ko all'8º round nel 1992. Stesso risultato nella rivincita, seppur questa si concluda dopo 9 riprese.
Vince successivamente tre incontri con avversari di scarso valore, ma annuncia il ritiro. Nel 1999 torna sul ring ma la sconfitta per ko al quarto round subita con Shigeru Nakazato lo convince definitivamente a chiudere la carriera. Termina con un record di 25 successi (17 ko) e 4 sconfitte.
Oggi possiede un autosalone di veicoli usati ed ha due figli.